# Big Bud 747
Big Bud 747, eller 16-V 747, er navnet på en specialbygget traktor der i 1977 blev bygget i den amerikansk by Havre, Montana. 
Den har rekorden som verdens største traktor til almindeligt brug. Den blev bygget af Ron Harmon og hans ansatte i Northern Manufacturing Company for en pris på omkring 300.000 amerikanske dollar. Rossi Brothers, en bomuldsproducent fra Bakersfield i Californien, købte maskinen og brugte den i de efterfølgende 11 år, hvor den primært kørte med en stor grubber. Willowbrook Farms ved byen Indialantic i Florida blev næste ejer, og brugte traktoren til samme formål. 
I 1997 købte Brødrene Williams fra Big Sandy i Montana Big Bud 747. De brugte traktoren på deres gård ved Chouteau County, hvor den trak en 24 meter bred harve. Her kunne den harve knap én tønde land  i minuttet med en hastighed på 12.8 kilometer i timen. 
Big Bud kan i dag opleves hos Big Equipment i byen Havre, Montana.

## Motor
- 1100 hestekrafter med 1900 omdrejninger (RPM)
- 16 cylinder 16V92 totaktsmotor fra Detroit Diesel.
- Slagvolumen: 1472 kubiktommer (24.14 liter)
- 2 turboladere, 2 superladere.
- Generator på 75 ampere